# Franz Oberwinkler
Franz Oberwinkler (ur. 22 maja 1939 w Bad Reichenhall, zm. 15 marca 2018 na Tybindze) – niemiecki mykolog specjalizujący się w morfologii, ekologii i filogenezie podstawczaków (Basidiomycota).

## Życiorys
Urodził się w Bad Reichenhall w Górnej Bawarii, blisko granicy z Austrią. Studiował biologię, chemię i geografię na Uniwersytecie Ludwiga i Maksymiliana w Monachium. W 1965 r. uzyskał stopień doktora. Do 1967 roku pracował jako asystent naukowy w Zespole Badań Botaniki Specjalnej i Farmakognozji na Uniwersytecie w Tybindze. W latach 1967–1972 był asystentem naukowym i wykładowcą w Instytucie Botaniki Systematycznej Uniwersytetu w Monachium. W latach 1968–1969 prowadził prace badawcze w Wenezueli, w Instituto Forestal Latinoamericano w Mérida, jako ekspert naukowy Organizacji Narodów Zjednoczonych do spraw Wyżywienia i Rolnictwa (FAO).
W 1974 r. zaczął pracować na katedrze botaniki specjalnej i mykologii na Uniwersytecie Eberhard-Karls w Tybindze. W latach 1974–2008 był także dyrektorem ogrodu botanicznego Uniwersytetu w Tybindze. W 2008 r. został emerytowanym profesorem tego uniwersytetu.
W latach 1994–1998 był prezesem Międzynarodowego Towarzystwa Mykologicznego (IMA). W 2010 roku został przez to towarzystwo odznaczony Medalem de Bary. Był także członkiem wielu innych towarzystw mykologicznych na całym świecie.

## Praca naukowa
Miał duże osiągnięcia w zakresie taksonomii, morfologii, systematyki i ekologii grzybów z typu podstawczaków. Oparte były na badaniach terenowych, obserwacjach mikroskopowych, a także hodowli grzybni prowadzonych przez niego i podległych mu naukowców. W pracy wykorzystywano dobre mikroskopy optyczne, a także elektronowe oraz nowoczesne badania molekularne i genetyczne umożliwiające ustalenie pokrewieństwa filogenetycznego gatunków. Jego badania spowodowały dokładniejsze ustalenie pokrewieństwa poszczególnych grup grzybów i znaczne zmiany w ich taksonomii.
Prowadził stałą współpracę z zagranicznymi mykologami. Na uczelni przyjął wielu zagranicznych naukowców, sam odwiedził m.in. Japonię, Chiny i Tajwan. Był autorem i współautorem 340 publikacji naukowych. Od 2002 roku jest redaktorem naczelnym czasopisma mykologicznego Mycological Progress.
W naukowych nazwach utworzonych przez niego taksonów dodawany jest skrót jego nazwiska Oberw. Na jego cześć nazwano kilka taksonów grzybów, w tym gatunek Amanita oberwinklerana, Sphaerobasidioscypha oberwinkleri, Thecaphora oberwinkleri, Uromyces oberwinklerianus i rodzaj Oberwinkleria.